# Интаджедит
Интаджеди́т (фр. Intadjedite) — сельская коммуна в округе Тин-Эссако, расположенная в области Кидаль в северо-восточном Мали. Интеджедит и его соседняя коммуна Алата созданы в соответствии с законом 001–041 от 7 июня 2005 года.